# Drongo de Sharpe
El drongo de Sharpe (Dicrurus sharpei) és un ocell de la família dels dicrúrids (Dicruridae).

## Hàbitat i distribució
Habita els boscos d'Àfrica Occidental, des del Senegal fins Nigèria, i a l'Àfrica central, des del nord i sud-est de la República Democràtica del Congo, Uganda, sud de Sudan i Kenya occidental fins al nord-oest d'Angola i Nigèria oriental.

## Taxonomia
Considerat part de Dicrurus ludwigii, el Congrés Ornitològic Internacional, versió 13.2, 2023 el tracta com una espècie diferent, arran els treballs de Fuchs et al. 2018